# Rhinoleptus koniagui
Rhinoleptus koniagui is een slang uit de familie draadwormslangen (Leptotyphlopidae) en de onderfamilie Epictinae.

## Naam en indeling
De wetenschappelijke naam van de soort werd voor het eerst voorgesteld door André Villiers in 1956. Oorspronkelijk werd de wetenschappelijke naam Typhlops koniagui gebruikt en de slang werd lange tijd tot het geslacht Leptotyphlops gerekend. Het is tegenwoordig de enige soort uit het monotypische geslacht Rhinoleptus. Het geslacht Rhinoleptus werd beschreven door Braulio Rubí Orejas-Miranda, Rolande Roux-Estève en Jean Marius René Guibé in 1970. Lange tijd waren er twee soorten die tot deze groep behoorden, tot de voormalige soort Rhinoleptus parkeri aan het geslacht Myriopholis werd toegekend en sindsdien onder de naam Myriopholis parkeri bekend staat.
De soortaanduiding Rhinoleptus betekent vrij vertaald 'dunne neus'; rhinos = neus en leptos  = dun.

## Verspreiding en habitat
De soort komt voor in delen van Afrika en leeft in de landen Senegal, Guinee, Mali, Guinee-Bissau en Gambia. De habitat bestaat uit droge tropische en subtropische bossen en droge savannen. Ook in door de mens aangepaste streken zoals akkers kan de slang worden gevonden. De soort is aangetroffen van zeeniveau tot op een hoogte van ongeveer 450 meter boven zeeniveau.

## Beschermingsstatus
Door de internationale natuurbeschermingsorganisatie IUCN is de beschermingsstatus 'veilig' toegewezen (Least Concern of LC).